# Teinturier du Cher
Pour les articles homonymes, voir Teinturier.
Le teinturier du Cher est un cépage français de raisins noirs.

## Origine et répartition géographique
Le cépage a une origine très ancienne et pourrait être la mutation d’un type sauvage. Il était autrefois très cultivé dans le Loir-et-Cher, le Loiret et le Cher.
Il a joué un grand rôle dans les vignobles septentrionaux de France et d'Allemagne car il produit des vins très colorés. Les vins était mélangé à la cuve des raisins incomplètement mûrs.
Non classé, le cépage est actuellement en voie de disparition. Au Portugal, il reste autorisé.
Le  teinturier du Cher a servi de géniteurs de nombreux nouveaux teinturiers tel que le petit Bouschet, l'alicante-ganzin, Grand Noir de la Calmette, …

## Caractères ampélographiques
- Extrémité du jeune rameau cotonneux, blanc à liseré carminé.
- Jeunes feuilles duveteuses, bronzées
- Feuilles adultes, à 5 lobes avec des sinus latéraux à fonds profonds, un sinus pétiolaire en lyre, des dents ogivales, moyennes, un limbe duveteux-pubescent.

## Aptitudes culturales
La maturité est de première époque: il mûrit avec le chasselas.

## Potentiel technologique
Les grappes sont petites et les baies sont de taille petite. La grappe est cylindro-conique et compacte. Le cépage est de faible vigueur. Le cépage produit des vins très colorés mais de qualité ordinaire, manquant de corps. Les vins sont utilisés en général dans des assemblages avec d’autres cépages.

## Synonymes
Le  teinturier du Cher est connu sous les noms de alicante, auvernat teint, bayonner, black Spanish, bluttraube, borgugnon nigrum, bourguignon noir, bretoonneria, Färbertraube, Furber, gros noir, gros noir de Villebarou, mauré, morieu, negrier, néraut, neurat, nigrier, noir à Tacher, noir d’Espagne, noir d’Orléans, noiraut, Oporto, plant des Bois, plant d’Espagne, pontack, pontak, pontiac, raisin d’Orléans, tachant, teinse, teint, teinteau, teintevin, teinturier, teinturier femelle (ou cinq fois coloré), teinturier mâle (ou dix fois coloré), tinta Francisca, tintentraube, tinto et uva tinta.